# Organisation commune du marché de la fécule
L'Organisation commune du marché de la fécule était une organisation commune de marché (OCM) mise en place en 1975 par l'Union européenne dans le cadre de la politique agricole commune (PAC). Cette organisation était spécifique de la pomme de terre féculière, en considération du fait que la fécule de pomme de terre est en concurrence avec l'amidon de céréales (blé et maïs). Le secteur céréalier est en effet très réglementé et soutenu dans le cadre européen, tandis que les autres productions de pommes de terre (consommation en frais, transformation, semences) relèvent exclusivement du marché libre. Cette OCM a été complétée à partir du 1er janvier 1995 par un régime de contingentement.
La suppression de cette organisation commune de marché, prévue dans le bilan de santé de la PAC en 2008, est intervenue au 1er juillet 2012.

## Historique
| pays-membres | tonnes  |
| ------------ | ------- |
| Allemagne    | 591 717 |
| Danemark     | 178 460 |
| Espagne      | 2 000   |
| France       | 281 516 |
| Pays-Bas     | 538 307 |

| pays-membres       | tonnes  |
| ------------------ | ------- |
| Allemagne          | 656 298 |
| Autriche           | 47 691  |
| Danemark           | 168 215 |
| Estonie            | 250     |
| Espagne            | 1 943   |
| France             | 265 354 |
| Finlande           | 53 178  |
| Lettonie           | 5 778   |
| Lituanie           | 1 211   |
| Pays-Bas           | 507 403 |
| Pologne            | 144 985 |
| République tchèque | 33 660  |
| Slovaquie          | 729     |
| Suède              | 62 066  |

Dans l'Union européenne en 2001, la production de fécule de pomme de terre représentait 1,9 million de tonnes, soit environ 20 % de la production totale d'amidon (estimée à 8,9 Mt) contre 25 % en 1996. Ce relatif déclin est la conséquence de la politique de quotas instaurée en 1994 pour limiter les dépenses communautaires, alors que la capacité de production avait fortement augmenté au début des années 1990.
Le contingent global fixé par le Règlement (CE) n° 1868/94 du Conseil, du 27 juillet 1994 s'élève à 1 592 000 tonnes, se répartissant entre les cinq pays concernés selon les chiffres indiqués dans le tableau ci-contre. Cette répartition a été faite sur la base des volumes commercialisés et ayant reçu une prime au cours des trois campagnes précédentes. Une réserve supplémentaire de 110 000 tonnes est affectée à l'Allemagne pour tenir compte de l'intégration de l'ex-RDA, réserve intégrée dans le contingent normal les années suivantes.
Il a été révisé en 2004 à la suite de l'élargissement de l'Union européenne et porté à 1 948 761 tonnes. 
La réglementation imposait la conclusion d'un « contrat de culture » entre l'agriculteur et la féculerie. Le prix payé aux agriculteurs variait selon la teneur en fécule des tubercules (qui ne doit pas être inférieure à 13 %), évaluée par la mesure de la densité (mesure d'un poids sous l'eau valable pour 5 050 grammes de pommes de terre fournies). Pour les campagnes 2008-2009 à 2011-2012, le prix minimal à verser aux agriculteurs était fixé à 178,31 euros par quantité de pommes de terre nécessaires à la fabrication d'une tonne de fécule (soit 35,66 euros pour une tonne de pommes de terre d'une teneur en fécule de 17 %), tandis que le montant de la prime à la tonne de fécule produite (versée à la féculerie) était fixé à 22,25 euros.